# Mîhailivka, Olevsk
Mîhailivka (în ucraineană Михайлівка) este un sat în comuna Komsomolske din raionul Olevsk, regiunea Jîtomîr, Ucraina.

## Demografie
Componența lingvistică a localității Mîhailivka
     Ucraineană (98,75%)
     Rusă (1,25%)
Conform recensământului din 2001, majoritatea populației localității Mîhailivka era vorbitoare de ucraineană (98,75%), existând în minoritate și vorbitori de rusă (1,25%).